# Fufius striatipes
Espèce
Synonymes
- Metriura striatipes Drolshagen & Bäckstam, 2009

Fufius striatipes est une espèce d'araignées mygalomorphes de la famille des Rhytidicolidae.

## Distribution
Cette espèce est endémique de l'État d'Amazonas au Brésil,. Elle se rencontre vers Manaus.

## Description
Le mâle holotype mesure 12,34 mm.

## Systématique et taxinomie
Cette espèce a été décrite sous le protonyme Metriura striatipes par Drolshagen et Bäckstam en 2009. Elle est placée dans le genre Fufius par Bertani, Fukushima et Nagahama en 2012.

## Publication originale
- Drolshagen & Bäckstam, 2009 : « A new genus and species of the subfamily Diplurinae (Araneae, Dipluridae). » Bulletin of the British Arachnological Society, vol. 14, no 9, p. 365-367 (texte intégral).